# 卡拉·坎寧安
卡拉·坎寧安（英語：Cara Cunningham，1987年12月7日—），前名克里斯·克洛克（Chris Crocker），是一名美國網路紅人、詞曲作者、流行歌手、前YouTuber和男男色情演員。
2007年9月，坎寧安的影片「別為難布蘭妮！」（Leave Britney Alone!）在網路上爆紅。流行歌手布蘭妮·斯皮爾斯在當年的MTV音樂錄影帶大獎中的複出表演遭到了媒體的猛烈抨擊，坎寧安於是錄製影片為布蘭妮發聲，聲淚俱下地回應媒體對布蘭妮的抨擊。該影片兩天內達到了400萬次以上的觀看次數，甚至引起了國際媒體的關注，出現了成百上千的模仿者，同時也出現了不少批評者。

## 同性戀色情片事業
2011年7月，坎寧安與男同性戀色情片導演琪·琪·拉魯簽約合同，正式宣布踏入色情片產業。
2012年10月，坎寧安在男色網站Maverick Men上發布第一部男同性戀色情片作品。
2014年，盧卡斯娛樂公司以數位方式發行了一部坎寧安的男同性戀色情片作品，由坎寧安與當時的男友賈斯汀·迪恩一同出演。

## 音樂作品

### 專輯
- Turned On
- The First Bite
- Locked Up Lovers
- More Than Three Words

### 單曲
- Mind In The Gutter (2008年)
- Love You Better (2010年)
- Best Of Both Worlds (2010年)
- Fell For The Enemy (2010年)
- Freak Of Nature (2010年)
- I Want Your Bite (2011年)
- Second To None (2011年)
- Tug of War (2011年)
- Breaking Up (2013年)